# ۷۶۹ (خورشیدی)
۷۶۹ هفتصد و شصت و نهمین سال هجری خورشیدی است.